# Tacito (nome)
Tacito  è un nome proprio di persona italiano maschile.

## Varianti
- Femminile: Tacita

### Varianti in altre lingue
- Esperanto: Tazito
- Francese: Tacite
- Galiziano: Tácito
- Inglese: Tacitus
- Latino: Tacitus[1]
  - Femminili: Tacita[1]
- Olandese: Tacitus
- Polacco: Tacyt
- Portoghese: Tacito[1], Tácito
- Spagnolo: Tacito[1], Tácito
- Tedesco: Tacitus
- Ungherese: Tacitusz

## Origine e diffusione
Deriva dal latino Tacitus, letteralmente "silenzioso", "taciturno", participio passato di tacere ("essere silenzioso", "tacere"), dalla radice protoindoeuropea tak, del medesimo significato.
Tacito era il cognomen di due importanti personaggi della storia romana, l'imperatore Marco Claudio Tacito e lo storiografo Publio Cornelio Tacito. Al femminile si ritrova inoltre nella mitologia romana, nel nome di Tacita Muta, la dea che personificava il silenzio.

## Onomastico
Il nome è adespota, non essendo portato da alcun santo, quindi l'onomastico ricade il 1º novembre, giorno di Ognissanti.

## Persone

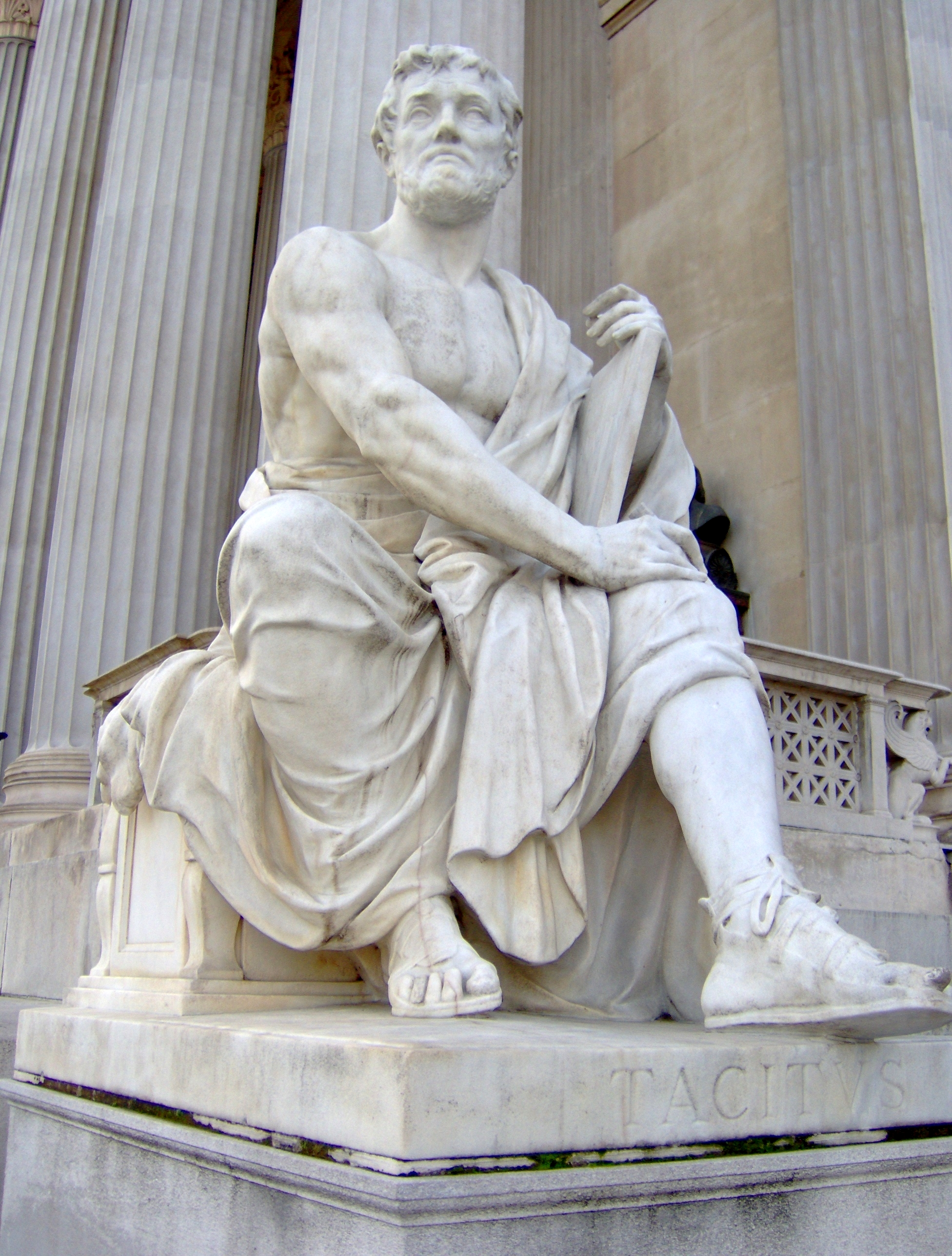
Publio Cornelio Tacito

- Marco Claudio Tacito, imperatore romano
- Publio Cornelio Tacito, storico, oratore e senatore romano

## Toponimi
- 3097 Tacitus è un asteroide della fascia principale, che prende il nome da Tacito.